# The Way That I Am
The Way That I Am è il secondo album in studio della cantante country statunitense Martina McBride, pubblicato nel 1993.

## Tracce
1. Heart Trouble (Paul Kennerley) – 3:19
2. My Baby Loves Me (Gretchen Peters) – 2:36
3. That Wasn't Me (Gary Harrison, Tim Mensy) – 3:44
4. Independence Day (Peters) – 3:25
5. Where I Used to Have a Heart (Craig Bickhardt) – 3:50
6. Goin' to Work (Bill Lloyd, Pam Tillis) – 3:30
7. She Ain't Seen Nothing Yet (Walt Aldridge, Anna Lisa Graham) – 3:26
8. Life #9 (Kostas, Tony Perez) – 3:59
9. Strangers (Bobby Braddock) – 3:21
10. Ashes (Chris Waters, Lonnie Wilson, Charlotte Wilson) – 2:55

Tracce bonus internazionali
1. The Time Has Come (Lonnie Wilson, Susan Longacre) – 2:32
2. That's Me (Tony Haselden, Bob Alan) – 3:52
3. Cheap Whiskey (Emory Gordy Jr., Jim Rushing) – 3:08
4. When You Are Old (Peters) – 3:07